# Илија Огњановић Абуказем
Др Илија Огњановић Абуказем (Нови Сад, 30. април 1845 — Будимпешта, 8. август 1900) био је српски лекар, књижевник, хумориста и уредник часописа.

## Школовање
Потицао из једне од најстаријих новосадских породица. Деда Глиша био је парох новосадски, а отац Стеван асесор и титуларни солгабиров. Основну школу похађао је Илија у Сремској Каменици и Новом Саду. Четири разреда гимназије завршио у родном граду. Пошто је добио стипендију градског Магистрата 5. и 6. разред гимназије завршио у Сремским Карловцима, а 7. и 8. у Печују и Будимпешти. У Печују је организовао ђачко удружење којем је био председник. Као питомац Текелијанума 1866/67. године уписао је студије медицине у Пешти, да би их наставио у Бечу, где је и дипломирао (1872).

## Лекар
По завршетку студија вратио се у Нови Сад, где је радио као приватни лекар. Захваљујући својим професионалним квалитетима 1884. именован је за градског физика. Поред дипломе доктора медицине такође је стекао и диплому магистра хирургије и опстетриције (породиљства), па је од 1888. обављао и функцију управника Порођајног одељења новосадске болнице. Био је и лични лекар чувене добротворке Марије Трандафил.  
Аутор је више научно-стручних чланака и брошура из медицине, од којих се издвајају О дифтеричној вратобољи за српске матере (1876) и Како се ваља чувати и лечити од колере (1884). У Новом Саду је 1894. објавио Имена болести што смрт могу да донесу, медицински речник у коме је са латинског превео имена болести и узроке смрти на српски, немачки и мађарски језик.
Живео је у Казанџијској улици (данашња Суботићева) број 9 где је имао и ординацију.

## Књижевни рад
Од младости пише, па тако још као гимназијалац покреће ђачке, руком писане, листове Зољу и Ђачки венац у којима су ученици објављивали песме и прозне текстове. Од 1864-65. године објављује приповетке у Даници и Змају, шаљивом листу који је у Пешти издавао Јован Јовановић Змај. Од тада почиње његово пријатељство са Змајем, под чијим је утицајем 1866. узео надимак Абуказем. Писао је и за друге Змајеве листове - Жижу и Стармали. Његове Шетње Новим Садом, објављиване у Стармалом, су се на сатиричан начин бавилe животом и збивањима у граду. У периоду од 1874. до 1892. уређивао је Јавор, часопис за забаву, науку и књижевност. У њему је објављивао приповетке, белешке, цртице и информације. Аутор је више хумористичко-сатиричних дела попут Абуказемовог шаљивог календара (1878. и 1881), Веселих приповетки (1880) и Шале и сатире (1882).
Огњановић је пуних 39 година деловао као хумориста, и као такав прославио се. Говорило се у његово време: оно што је Змај био у поезији то је Абуказем у прози. Срској народњачкој политичкој борби Огњановић је својим хумором и сатиром обилато помагао. Његови бољи хумористички чланци су вредели као и добри политички. Његов хумор је био силан, једар, неусиљен, ведар, и од необичног утиска; његова сатира оштра ко сабља, од које су народни непријатељи имали разлога да презају.
Умро је 1900. године у Пешти, а потом је његово тело пренето у Нови Сад, где је сахрањено на Алмашком гробљу.
Са супругом Даринком пл. Лемајић, имао је троје деце - ћерку Добрилу и синове Георгија (који је умро са две године) и Жарка.
Био је члан и потпредседник Књижевног одељења Матице српске, члан Епархијске управе бачке, дописни члан Српског лекарског друштва, дописни члан Српског ученог друштва (од 1883) и почасни члан Српске краљевске академије (од 1892).
Улица у центру Новог Сада носи његово име.